# Like Humans Do
Like Humans Do es el nombre de una canción compuesta y escrita por el cantautor David Byrne. Originalmente fue el primer sencillo del álbum Look Into The Eyeball, pero se hizo conocida principalmente por venir incluida en algunas versiones de Microsoft Windows XP como canción preinstalada para demostrar las capacidades del Windows Media Player.

## En Windows XP
Durante el año en que Bill Gates y su compañía Microsoft estaban preparando el lanzamiento de su nuevo sistema operativo Windows XP, y junto a él el nuevo reproductor Windows Media Player 8, David Byrne firmó con Bill Gates para que este tema fuese incluido de forma completa en la nueva versión del programa. Posteriormente David Byrne realizó una presentación para promocionar sus nuevos temas en los estudios de Microsoft con una muy buena aceptación. La canción fue aceptada por millones de usuarios que reprodujeron esta canción al ser una de las tres que incluía el sistema por defecto, razón por lo que en poco tiempo se volvió un gran icono de Windows XP al igual que el fondo de pantalla por defecto Bliss.

## Información Técnica del archivo en Windows XP
El archivo de audio en formato (.wma) llamado "music.wma" fue codificado a un bitrate de 128 kbps con un tasa de muestreo de 44.1 kbps y 16 bits de profundidad de bits. El archivo se podía encontrar en la carpeta raíz de "My Music" en comparación a las otras canciones de muestra que se ubicaban en la carpeta "Sample Music" dentro de esta. El archivo además incluía un archivo .asx y una archivo .bmp con el banner del sencillo utilizado para demostrar las nuevas capacidades del reproductor.